# Andi Sicilia
Andi Sicilia es un deportista cubano que compitió en piragüismo en la modalidad de aguas tranquilas. Ganó una medalla de oro en los Juegos Panamericanos de 2003 en la prueba de K4 1000 m.

## Palmarés internacional
| Juegos Panamericanos | Juegos Panamericanos            | Juegos Panamericanos | Juegos Panamericanos |
| Año                  | Lugar                           | Medalla              | Competición          |
| -------------------- | ------------------------------- | -------------------- | -------------------- |
| 2003                 | Santo Domingo (Rep. Dominicana) | Medalla de oro       | K4 1000 m            |